# Co dělat? (román)
Co dělat? (rusky Что делать?) je první román ruského revolučního demokrata a utopického socialisty Nikolaje Černyševského, napsaný během autorova pobytu ve vězení v Petropavlovské pevnosti a vydaný v roce 1863.

## Obsah
Černyševskij  ve svém díle Co dělat? napsal evangelium nihilismu. V této knize vyličil Černyševskij  své „nové lidi“, jak žijí; nejen vyličil své socialistické plány budoucnosti, ale i vypracoval povahy, zvláště ideálního Rachmetova, který je i mezi „novými lidmi“ člověkem výjimečným, „vzpruhou vzpruh“, na kterého Černyševskij  klade velice vysoké požadavky. Čím je mnich pro církev, tím Rachmetov měl být pro novou společnost, železnou vůlí, která pro sebe i své okolí plní příkazy rozumu jako samozřejmé.
Realisté nebo nihilisté, jak je pokřtil Turgeněv a jak se pak i sami nazývají, jsou v románě Co dělat? důslednými pozitivisty, materialisty a egoisty. Nejsou to lidé učení, ale vědecky myslící, jistě lidé vědecky a filozoficky myslit mající. Provedli na sobě i v sobě „vystřízlivění“ žádané Gercenem, a provedli je také ve svém životě citovém. Mezi sebou mají velice mnoho sporů, ovšem o filozofické a sociálně-politické principy. Snadno se vpravují mezi sebou do nejtěžších otázek a situací.
Co tedy dělat? Společnost socializovat a zařídit komunisticky, aby se tato zařízení shodovala s ideály Fourierovými; těchto ideálů se dosáhne družstevními Louise Blanca a výchovou lidí, nejen podle Fouriera, ale i podle plánů Owenových. Tento komunismus se nezastavuje ani před rodinným životem a manželstvím.  Rachmetov praví:
| „                       | Má košile – tvá košile, má dýmka – tvá dýmka, má žena – tvá žena. | “ |
| — Rachmetov v Co dělat? |                                                                   |   |